# Municipio de Loda (Kansas)
El municipio de Loda (en inglés: Loda Township) es un municipio ubicado en el condado de Reno en el estado estadounidense de Kansas. En el año 2010 tenía una población de 104 habitantes y una densidad poblacional de 1,06 personas por km².

## Geografía
El municipio de Loda se encuentra ubicado en las coordenadas 37°47′00″N 98°11′27″O / 37.78333, -98.19083. Según la Oficina del Censo de los Estados Unidos, el municipio tiene una superficie total de 98.47 km², de la cual 98,16 km² corresponden a tierra firme y (0,31 %) 0,31 km² es agua.

## Demografía
Según el censo de 2010, había 104 personas residiendo en el municipio de Loda. La densidad de población era de 1,06 hab./km². De los 104 habitantes, el municipio de Loda estaba compuesto por el 92,31 % blancos, el 3,85 % eran amerindios, el 1,92 % eran isleños del Pacífico y el 1,92 % eran de una mezcla de razas. Del total de la población el 0 % eran hispanos o latinos de cualquier raza.